# 死碼刪除
編譯器原理中，死碼消除（Dead code elimination）是一種編譯最佳化技術，它的用途是移除對程式執行結果沒有任何影響的程式碼。移除這類的程式碼有兩種優點，不但可以減少程式的大小，還可以避免程式在執行中進行不相關的運算行為，減少它執行的時間。不會被執行到的程式碼（unreachable code）以及只會影響到無關程式執行結果的變數（Dead Variables），都是死碼（Dead code）的範疇。

## 範例
下列的範例，以C语言寫成：
```
 
int
 
foo
(
void
)

 
{

   
int
 
a
 
=
 
24
;

   
int
 
b
 
=
 
25
;
 
/* 賦值給一個無用的變數*/

   
int
 
c
;

   
c
 
=
 
a
 
<<
 
2
;

   
return
 
c
;

   
b
 
=
 
24
;
 
/* 不會被執行到的程式碼*/

   
return
 
0
;

 
}

```

分析上述程式對於數值的使用，將會發現b的數值在第一次被賦值之後，就不再使用，而且b是在foo函數內宣告，無法在函數外面使用，所以變數b是無用的，最佳化的過程可以回收他所使用的空間，並刪除他的初始化。
當第一個return被執行，則代表函數已經結束，之後變數b的賦值行為則不會被執行，所以賦值行為是可以被刪除的。如果程式有更複雜的控制流程，例如在第一個return之後加上一個標簽，使得程式中任和一個地方都可以用goto來執行到這個程式段，那麼變數b的賦值行為將有可能被執行。
儘管一些計算行為被包裝成函數，他們的數值也無法被函數外所存取，但仍然還是有些函數僅會回傳一個固定的數值，這或許可以將該數值取代所有函數的呼叫。（這個簡化的過程被稱之為常數折疊）
更進階的編譯器則會有些選項可以啓動死碼刪除的功能，而有些則是可以選擇不同等級的死碼刪除，比較低階等級的死碼刪除僅會移除不會被執行到的指令，而較高階的可能不會保留無用變數的空間，其他高階等級的做法可能會判斷哪些指令及函數沒有任何用途，並且刪除他們。
死碼刪除最普遍的做法，是透過预处理器來判斷程式碼是否需要被編譯，如下列這個範例：
```
 
int
 
main
(
void
)
 
{

   
int
 
a
 
=
 
5
;

   
int
 
b
 
=
 
6
;

   
int
 
c
;

   
c
 
=
 
a
 
*
 
(
b
 
>>
 
1
);

   
if
 
(
0
)
 
{
   
/* DEBUG */

     
printf
(
"%d
\n
"
,
 
c
);

   
}

   
return
 
c
;

 
}

```

由於0將永遠被視為False，所以if判斷式內的程式將永遠不會被執行，死碼刪除將會把它移除，這個技術在调试上相當常見，我們可以透過一個數值來決定程式段是否該被編譯，使用死碼刪除的最佳化過程，將會使用预处理器來進行相同的工作。
實作中，有些在最佳化過程中找到的死碼，是被其他最佳化技術產生，舉例來說，典型強度折減的技術，將會在程式碼內插入新的運算以取代昂貴的運算行為，而被取代的程式碼就成了死碼，隨後，死碼刪除會移除那些計算，以完成這個效果（沒有複雜的強度折減演算法）。
從歷史上來看，死碼刪除使用來自資料流分析的資訊，Cytron et al在原始文章中發佈了一個基於静态单赋值形式的演算法，Shillingsburg改進了這個演算法，並開發了一個演算法來移除無用的控制流（Control-flow）。

## 動態死碼刪除
死碼通常被視為無條件的（unconditionally），所以我們可以在編譯時期透過死碼刪除來移除這些無用的程式碼。
然而，在實作上，只有在特定的情形才會標注一個程式碼區段是無用的，或是不會執行到的，這可能無法在編譯時期所得知。例如在不同的執行環境有不同的結果（舉例來說，目標環境可能會有不同的作業系統版本，或是不同的驅動程式及可用服務的組合），可能會在程式碼內要求不同特例的集合，同時在這些案例下就變成有條件的死碼。然而，軟體（例如驅動程式、或是常駐服務）可能會根據使用者的設定，而配置或排除特定的功能，使得在一些特定的情境，會變成部分無用的死碼。模組化軟體實作方式，是在需要時才讀取動態函式庫，在多數的案例中，不可能僅從特定的函式庫讀取相關的程式，它仍然會包含一些程式片段，在特定的環境下是可被視為死碼，但是這在編譯時期是無法被排除的。
動態死碼刪除（dynamic dead code elimination）被使用在執行時動態偵測，可辨識及解析相依性，用以移除有條件的死碼，在執行時期重新組合保留的程式碼。
多數的電腦語言、編譯器、作業系統不提供，或是僅比動態讀取函式庫及後連結（late linking）提供多一點點的功能，能使用動態死碼刪除的軟體是相當稀少的。